# Дафина Стояноска
Дафина Стояноска (на македонска литературна норма: Дафина Стојаноска) е политик от Северна Македония.

## Биография
Родена е на 17 ноември 1974 година в град Гостивар, тогава в Социалистическа федеративна република Югославия. Получава магистърска степен по управление на човешките ресурси в обществените дейности в публичната администрация от Философския факултет на Скопския университет.
В 2016 година е избрана за депутат от ВМРО – Демократическа партия за македонско национално единство в Събранието на Република Македония. На 15 юли 2020 година отново е е избрана за депутат.